# 一番大切な人は誰ですか?
『一番大切な人は誰ですか?』（いちばんたいせつなひとはだれですか?）は、日本テレビ系列において、2004年10月13日から同年12月15日まで毎週水曜日22:00 - 22:54に全10回に渡って放送されたテレビドラマ。初回のみ15分拡大。

## 概要
脚本は大森寿美男、演出は佐藤東弥が務めた。
主役には岸谷五朗、元妻には民放の連続テレビドラマに久しぶりに出演する宮沢りえを配した。
牧瀬里穂と宮沢は、1991年のフジテレビドラマ「聖夜に抱きしめて」以来、実に13年ぶりの共演となった。
劇伴は前クールに同枠の『ラストプレゼント 娘と生きる最後の夏』を担当した池頼広が続投した。
小林涼子は、このドラマの演技が評価され第43回ザテレビジョンドラマアカデミー賞新人俳優賞を受賞した。

## あらすじ
東京郊外の鴨下町の交番に一人の警察官（巡査部長）松ヶ谷要（岸谷五朗）が赴任してくる。初めての街、しかし、結婚して間もない妻の路留（牧瀬里穂）と新しい生活を切り開いていく希望にあふれた街であったはずであったが.....。ある日、商店街をパトロールに出た要は、ある女子中学生を見かけて驚いてしまう。彼女は、小南（小林涼子）、別れた妻の東子（宮沢りえ）についていった娘であった。東京郊外の鴨下銀座商店街を舞台に、前妻と娘に偶然再会してしまった警察官の要とその妻路留、前妻の東子と娘の小南の4人の心の葛藤を描いたホームドラマ。暗くなりがちなストーリーを脚本の大森寿美男の軽妙で味のある台詞によって、ちょっとほろ苦くもユーモアと暖かみのあるドラマに仕上がっている。特に要のことがまだ心の中にありながらも、一人の働く女性として生きていく、どこか弱さを残した芯の強い女性を演じている宮沢りえの演技が印象的。その宮沢も撮影後の会見で「東子という女性に出会えて本当に良かったです。」と述べている。
交番の住所録から東子を訪ねた要は、東子の友人坂下（内藤剛志）から離婚してから洋裁店を経営している東子の苦労を聞かされる。また、東子の経営するアトリエTOCOのシャッターがベンゼンで落書きされ不安になっていた東子と娘の小南に、要は次第に心を動かされていく。そして「あんな落書きされて、一人で商売いていくのが怖くなった」と言った東子の言葉を思い出した要は、自らバイクで向かってくる犯人に飛びがかり拘束する。一方、路留は川辺でお互い偶然素性を知らない小南と出会い親しくなるが、小南は路留の持っていた「鬼平犯科帳」の本から路留が父の新しい妻だと気づいてしまう。路留もまた偶然見つけたアルバムから小南が要の娘であることを知る。東子は自分の店を手伝うようになった若い川口という男（忍成修吾）に店のお金を全て盗まれてしまう。川口はコンビニ強盗の容疑者だった。要への想いを断ち切れていない東子は、盗難のショックと寂しさから思わず要に抱きついてしまう。そして「要ちゃん、助けてよ!」とすがる東子に、要は「助けるよ。お前をこんな目にあわせた奴、許しておかないから!」と言って東子を抱きしめるのだった。
一方、お互いの素性を知った路留と小南は心の中でわだかまりを持ちながらも仲良くなり、小南は要の家に出入りするようになる。そして、母を励まそうとした小南は路留の提案で「アトリエ・トーコ」のホームページを立ち上げる。早速八丈島から仕事の依頼が入る。しかし、小南が路留と付き合っていることを知った東子はショックを受け、路留から携帯を渡された小南を見た東子は激しく動揺し小南を責めてしまう。そして東子は要に「あなたが来たおかげでメチャクチャクチャ。」と言って怒りをぶちまける。そして、「どうすれば今の小南と君を助けられる?」と東子にところにやってきた要に、落ち込んでいた東子は「私が寂しいときどうするんだった!」と言ってキスしてしまう。
ショッピングセンターで見知らぬ男小沼（村田充）からデジタルカメラをもらっていた小南は、小沼に拉致されその自宅に監禁させられてしまう。小南からのメールで事態を知った要は小南を助け、小沼をボコボコに殴ってしまい謹慎処分を受ける。謹慎中に八丈島に逃避行した要と小南、小南は父へのわだかまりをぶつけ「（離婚を）何でもないと思っていた自分が一番嫌いだった」と訴え、自分を救った父に「ありがとう!」と言うのだった。そして八丈島から帰った要は思わぬ光景を目にする。何と東子の家に路留が来ていたのだった。結局その晩は複雑な気持ちを抱いた4人が一緒に鍋を囲むことになる。しかし、東子のことで疎外感を持っていた路留が遂に家出をしてしまう。路留を捜す要はケンカに巻き込まれ警察手帳を失くしてしまう。どうにか路留を見つけた要に、路留は自分の胸のわだかまりをぶつける。要は「一人で辛くなるな。君には俺がいるんだ!」と言い、路留も「ごめんね。辛くさせて!」と言って家へ戻る。警察手帳が見つかり八丈島への辞令がくだった要は最後に東子に会いに行く。「ありがとう!東子でいてくれて」と言った要の頬をはった東子は「もうこれで思い残すことはない!」と要に告げ、二人は涙を流しながら別れるのだった。

## キャスト

### 家族?
- 松ヶ谷要（かなめ）（岸谷五朗）交番勤務の警察官。東子の住む街に転勤になる。
- 松ヶ谷路留（みちる）（牧瀬里穂）要の新妻。事情を知らぬまま小南と友達になる。
- 中町東子（とうこ）（宮沢りえ）要の前妻。アトリエTOCOを経営
- 中町小南（こなみ）（小林涼子）要の娘。東子に引き取られている、中学生
- 北村逸子（吉田日出子）路留の母
- 北村隆夫（田村亮）路留の父

### 鴨下銀座の周辺の人達
- 商店街
  - 久内圭策（高田純次）「家具のヒサウチ」の主人、商店会長、東子に気があったが....
  - 久内加奈子（三浦理恵子）久内圭策の妻、東子と仲良くなる
  - 寺田秋恵（手塚理美）和菓子屋「三福」の人、東子と仲良くなる
  - 寺田菜摘（田島有魅香）和菓子屋の娘、小南のクラスメート
  - 「千歳屋精肉店」の人（石井愃一）
  - きもの「まつや」
  - 手作りとうふ「関豆腐店」

- 鴨下交番 関係
  - 藤尾哲春（佐藤隆太）要の同僚である若い警察官
  - 谷本清美（ベッキー）藤尾哲春の恋人、気が強い。料理が上手い。高校時代に彼が所属していた剣道部のマネージャーであった
  - 木幡功（鶴見辰吾）要と同期、刑事に出世している
  - ?（市川勇）警察の偉い人、要に謹慎を言い渡す

### 犯人
- ?（役名不明、ROLLY）落書き犯（東子の店のシャッター）
- 川口（忍成修吾）コンビニ強盗、東子の店からお金を盗む。部屋には東子の写真がたくさん貼ってあった。

### その他
- 坂下公也（内藤剛志）東子の昔からの友人、東子が好きだけれどホモだと思われていた
- 西口くん（柳澤貴彦）菜摘があこがれているが、小南が好き
- 小沼達郎（村田充）酒場のバーテン、菜摘にデジタルカメラをプレゼントする
- 川原の初老の男（山谷初男）東子に犬の服を注文する
- 谷本?（マイケル富岡）谷本清美の父親
- ?（小柳友貴美）服を注文した酒場のママ
- くらうちorむらうち（不破万作）八丈島の派出所の警官、要の昔の同僚、班長だった
- ?（水木薫）八丈島で黄八丈を織っている。東子に服を注文する
- 園川美貴子（中村久美）北村隆夫（路留の父）の愛人
- 天国を探す人（風見章子）交番で勤務する要に天国（喫茶店）の場所を訪ねる
- 萌子（山口紗弥加） 路留の後輩

## 物語の小道具、小ネタ
カエルのゴミ箱（第1話）路留が、「家具のヒサウチ」で買う。この時に、店ではある人（実は東子）の噂話がされている。後に、東子の店では落書き犯（ROLLY）によりシャッターに春画が描かれており、ある部分がカエルで隠されていることが解る。ちなみに落書き犯にRollyを配したのは、大森寿美男が脚本を書いた「てるてる家族」の登場人物で人気があった浪利（＝ローリー、杉浦太陽）へのオマージュである。
鬼平犯科帳 （第2話）川べりの木の下で小南が路留に出会った時に、路留が読んでいた本。家でもこの本を見つけた小南は、東子から父の愛読書であることを聞き、路留の素性を察してしまう。
招き猫の貯金箱（第3話）要の貯金箱であり、引き出しの鍵が入っている。要が、東子と路留が鉢合わせになることを防ぐために、路留を連れ入れた店にも売っていた。路留が、貯金箱を割ってしまった時に、鍵に気づき引き出しを空けると小南の写真が貼ってあるアルバムを見つける。路留は、割ったことを要に知られないように、例の店から新しい貯金箱を買ってくる。
拳銃（第3話）派出所で藤尾が、映画『タクシードライバー』のロバート・デ・ニーロ演ずる主人公トラビスの真似をして「You talkin'to me?」の名ゼリフを吐きながら拳銃を構えてはしゃぐ。そして要との漫才っぽいやりとりののち、利用者から人格ではなく制服でしか相手にされない、タクシー・ドライバーに通じる巡査の立場の悲哀をしみじみ語る。
ハンガー（第4話）川口がコンビニ強盗であるとわかり、要が東子の店に向かうが既に金庫からお金を盗まれていた。この流れで、思わずハンガーを握っていた東子が武田鉄矢のモノマネをする。映画『刑事物語』シリーズで、主演の武田鉄矢がヌンチャク代わりにハンガーを使った拳法で戦っていたことからきたギャグ。
手作りポン酢（第4話）夕飯は鍋なのにポン酢がないことに路留は気がつく。要はそれならば俺が作ると言うと、ポン酢は買うものであると思っていた路留は感心する。要は、手作りポン酢についての思い出を言いかけるが....。その後、要と路留がラップ調で手作りポン酢の歌？を歌う。
デジタルカメラ（第5話）　小南が小沼からプレゼントされる。小南は、デジタルカメラで撮った写真を使って、アトリエTOCOのホームページを作ってくれるように路留に頼む。路留は、本当ことが解ってしまったことを打ち明け、それでも友達になろうと話す。
携帯電話（第6話）アトリエTOCOのホームページに来た注文を連絡するために、路留が小南に渡す。このことを知った東子は気持ちが不安定になり、要と…。
黄八丈（第6,7話)ホームページを通じて初めて服をアトリエTOCOに注文した人が、生地として送ったもの。要と小南の逃避行のキッカケとなる

## 放送日とタイトル
| 回 | 放送日         | タイトル                    | 視聴率 |
| -- | -------------- | --------------------------- | ------ |
| 1  | 2004年10月13日 | ??                          | 15.5%  |
| 2  | 2004年10月20日 | この世で一番嫌いな人        | 9.0%   |
| 3  | 2004年10月27日 | 暗闇に潜む切ない恋心        | 7.4%   |
| 4  | 2004年11月3日  | 元妻を抱きしめた夜          | 7.3%   |
| 5  | 2004年11月10日 | 娘の裏切り                  | 7.8%   |
| 6  | 2004年11月17日 | 禁断のキス                  | 5.5%   |
| 7  | 2004年11月24日 | 何もかも捨て二人で逃げよう… | 7.3%   |
| 8  | 2004年12月1日  | 元妻vs現妻…危険な食卓       | 6.2%   |
| 9  | 2004年12月8日  | サウダージ崩壊と混乱        | 7.8%   |
| 10 | 2004年12月15日 | 幸せを呼ぶ離婚届            | 6.5%   |

平均視聴率 - 8.0%（ビデオリサーチ・関東地区調べ）

## スタッフ
- 制作 - 日本テレビ
- 企画 - 鈴木光、渡辺弘
- プロデューサー - 戸田一也、原田文宏
- 脚本 - 大森寿美男
- 演出 - 佐藤東弥、鈴木元
- 音楽 - 池頼広
- 音楽プロデューサー - 長崎行男
- 音響効果 - 伊藤進一、渡部健一（カモメファン）
- 制作協力 - 日活撮影所
- 製作・著作 - 日本テレビ、光和インターナショナル

## 主題歌・挿入歌
- 主題歌
  - 「黄昏ロマンス」by ポルノグラフィティ
- 挿入歌
  - 「サウダージ」by ポルノグラフィティ
  - 「スタッカート」by ジムノペディ 東子がステージ衣装を担当する可能性がある歌い手が所属するバンドの曲として、劇中のテレビ画面で歌われる。